# Дунайский, Антон Васильевич
Антон Васильевич Дунайский (1895—1957) — советский украинский актёр, Заслуженный артист Украинской ССР (1943).

## Биография
Родился 19 декабря 1895 года в селе Василевка (ныне — Сумской области).
С 1915 года — актёр театров А. Суходольского и Л. Сабинина, затем работал в Первом передвижном украинском театре и в Ворошиловградском рабочем театре. Также работал в театрах Сибири. Актёр Киевского Театра юного зрителя в 1947—1957 годах.
В 1937—1947 годах — актёр Киевской студии художественных фильмов. Первая роль в кино — Солопий Черевык в фильме Николая Экка «Сорочинская ярмарка».
Умер 24 июня 1957 года в Киеве.

## Награды и звания
- орден «Знак Почёта» (14.04.1944)
- Заслуженный артист Украинской ССР (1943)

## Фильмография
- 1938 — Сорочинская ярмарка — Солопий Черевык
- 1939 — Большая жизнь — Корзинкин
- 1939 — Шуми городок — Начальник пожарной охраны
- 1940 — Пятый океан — работник тира
- 1940 — Макар Нечай — Панас Тимофеевич
- 1940 — Майская ночь — Каленик
- 1941 — Костёр в лесу — диверсант
- 1941 — Богдан Хмельницкий — Шайтан казак
- 1942 — Партизаны в степях Украины — дед Остап
- 1942 — Как закалялась сталь — петлюровец-переводчик
- 1942 — Боевой киносборник «Юные партизаны»
- 1942 — Левко
- 1942 — Александр Пархоменко — селянин
- 1944 — Радуга — дед Охапка Евдоким Петрович
- 1945 — Непокорённые — Панас
- 1950 — Щедрое лето — Прокопчук
- 1952 — Майская ночь — Винокур
- 1953 — Стёпа-капитан
- 1954 — Тревожная молодость — старик в ЦК КП(б)У
- 1956 — Когда поют соловьи — Остапович
- 1956 — 300 лет тому… — казак